# Référendum suédois sur l'adhésion à l'Union européenne
Le référendum suédois de 1994 est un référendum consultatif organisé en Suède et ayant eu lieu le 13 novembre 1994. Celui-ci porte sur l'adhésion de la Suède à l'Union européenne.
Le taux de participation est de 83,3 % avec 5 424 487 votants pour un corps électoral de 6 510 055 personnes. 52,3 % des votants ont répondu favorablement à la question posée, soit 2 833 721 personnes. 46,8 % des votants n'ont pas souhaité cette adhésion soit 2 539 132 personnes.
À la suite de ce résultat et conformément au traité de Corfou signé plus tôt en 1994, la Suède intègre l'Union européenne le 1er janvier 1995, lors du quatrième élargissement de l'Union européenne.

## Résultats
| Choix                  | Votes     | %     |
| ---------------------- | --------- | ----- |
| Pour                   | 2 883 721 | 52,27 |
| Blanc                  | 48 937    | 0,90  |
| Contre                 | 2 539 132 | 46,83 |
|                        |           |       |
| Votes valides          | 5 421 790 | 99,95 |
| Votes invalides        | 2 697     | 0,05  |
| Total                  | 5 424 487 | 100   |
| Abstention             | 1 085 568 | 16,68 |
| Inscrits/Participation | 6 510 055 | 83,32 |

| Votes Pour (52,27 %) |  |  |  | Votes Contre (46,83 %) |
| ▲                    |  |  |  |                        |
| Majorité absolue     |  |  |  |                        |